# Mariske Strauss
Pour les articles homonymes, voir Strauss.
Mariske Strauss, née le 16 mai 1991, est une coureuse cycliste sud-africaine, spécialisée en VTT.

## Palmarès en VTT

### Coupe du monde
- Coupe du monde de cross-country eliminator
  - 2021 : 8e du classement général
  - 2022 : 7e du classement général

### Championnats d'Afrique
- 2013
  -  Championne d'Afrique de cross-country espoirs
- 2014
  -  Championne d'Afrique de cross-country
- 2016
  -  Championne d'Afrique de cross-country
- 2019
  -  Championne d'Afrique de cross-country
  -  Championne d'Afrique de cross-country en relais mixte
- 2022
  -  Championne d'Afrique de cross-country